# Pappophorum mucronulatum
Pappophorum mucronulatum är en gräsart som beskrevs av Christian Gottfried Daniel Nees von Esenbeck. Pappophorum mucronulatum ingår i släktet Pappophorum och familjen gräs. Inga underarter finns listade i Catalogue of Life.